# اندیس کرومیت حدوی
کرومیت حدوی یک اندیس فلزی است که در حوالی شهر رندان استان سیستان و بلوچستان قرار دارد و مادهٔ معدنی موجود در آن، کرومیت است.سنگ میزبان این اندیس پریدوتیت آلتره است و دیرینگی آن به دوران کرتاسه بالایی می‌رسد. 